# Бобровка (Медынский район)
Бобровка — опустевшая деревня в Медынском районе Калужской области России. Входит в муниципальное образование Сельское поселение «Деревня Романово».

## География
Находится в пределах Смоленско-Московской возвышенности Русской равнины,  на севере региона, в южной части района, на берегу запруженной реки Перетынка.
Рядом — Реутово, Ивановское и Романово.

## История
До упразднения уездно-губернского деления входило в состав Романовской волости Медынского уезда.

## Население
| 2002 | 2010 |
| ---- | ---- |
| 0    | →0   |

## Инфраструктура
Личное подсобное хозяйство с зоной сельскохозяйственного использования, индивидуальная застройка усадебного типа.

## Транспорт
Просёлочная дорога, по которой возможен выезд через Реутово на Варшавское шоссе.